# Bowie at the Beeb
Bowie at the Beeb är ett samlingsalbum av David Bowie, utgivet 25 september 2000. Ursprungligen var albumet ett trippelalbum innehållandes tre CD, där den tredje skivan bestod av en inspelning från den 27 juni 2000 på Portland BBC Radio Theatre. Senare utgåvor innehåller bara de två första skivorna.
Vid första utgåvan var de två spåren Ziggy Stardust identiska och man fick en CD-singel med den andra versionen av skivbolaget utan extra kostnad om man tog kontakt med skivbolaget.

## Låtlista

### Skiva ett
1. "In the Heat of the Morning" – 3:02
2. "London Bye Ta Ta" – 2:36
3. "Karma Man" – 3:00
4. "Silly Boy Blue" – 6:08
  - Spår 1 till 4 inspelade på Top Gear - 26 maj 1968
5. "Let Me Sleep Beside You" – 3:17
6. "Janine" – 3:24
  - Spår 5 & 6 inspelade på Dave Lee Travis Show - 26 oktober 1969
7. "Amsterdam" – 3:18
8. "God Knows I'm Good" – 3:36
9. "The Width of a Circle" – 5:21
10. "Unwashed and Somewhat Slightly Dazed" – 5:07
11. "Cygnet Committee" – 9:07
12. "Memory of a Free Festival" – 3:18
  - Spår 7 till 12 inspelade på The Sunday Show - 8 februari 1970
13. "Wild Eyed Boy From Freecloud" – 5:55
  - Spår 13 inspelat på Sounds of the 70s - 6 april 1970
14. "Bombers" – 3:19
15. "Looking For a Friend" – 3:34
16. "Almost Grown" – 2:44
17. "Kooks" – 3:32
18. "It Ain't Easy" – 2:51
  - Spår 14 till 18 inspelade vid konsert - 20 June 1971

### Skiva två
1. "The Supermen" – 2:51
2. "Eight Line Poem" – 2:56
  - Spår 1 & 2 inspelade på Sounds of the 70s - 4 oktober 1971
3. "Hang on to Yourself" – 2:50
4. "Ziggy Stardust" – 3:26
5. "Queen Bitch" – 2:59
6. "I'm Waiting For the Man" – 5:24
7. "Five Years" – 4:24
  - Spår 3 till 7 inspelade på Sounds of the 70s - 7 februari 1972
8. "White Light/White Heat" – 3:48
9. "Moonage Daydream" – 4:58
10. "Hang on to Yourself" – 2:50
11. "Suffragette City" – 3:28
12. "Ziggy Stardust" – 3:24
  - Spår 8 till 12 inspelade på Sounds of the 70s - 23 maj 1972
13. "Starman" – 4:05
14. "Space Oddity" – 4:16
15. "Changes" – 3:29
16. "Oh! You Pretty Things" – 2:57
  - Spår 13 till 16 inspelade på Johnny Walker Lunchtime Show - 5-9 juni 1972
17. "Andy Warhol" – 3:14
18. "Lady Stardust" – 3:21
19. "Rock 'n' Roll Suicide" – 3:08
  - Spår 17 till 19 inspelade på Sounds of the 70s - 19 juni 1972

### Skiva tre
Bonusskiva på tidiga limiterade utgåvor
1. "Wild Is the Wind" - 6.23
2. "Ashes to Ashes" - 5.04
3. "Seven" - 4.13
4. "This Is Not America" - 3.44
5. "Absolute Beginners" - 6.32
6. "Always Crashing in the Same Car" - 4.07
7. "Survive" - 4.55
8. "Little Wonder" - 3.49
9. "The Man Who Sold the World" - 3.58
10. "Fame" - 4.12
11. "Stay" - 5.45
12. "Hallo Spaceboy" - 5.22
13. "Cracked Actor" - 4.10
14. "I'm Afraid of Americans" - 5.30
15. "Let's Dance" - 6.20
  - Alla spår inspelade på BBC Radio Theatre - 27 juni 2000